# Collecties digitaal erfgoed
Onderstaande tabel bevat een vergelijking van diverse collecties digitaal erfgoed. Per collectie staat aangegeven waar de collectie gevestigd is, wie eraan heeft bijgedragen, en wat de collectie globaal bevat. Ook wordt vermeld welke rechten er aan de collecties worden verleend.
| Collectie                                         | Gevestigd in                                                                                                   | Jaar van oprichting, oprichter(s)                                                                    | Soort materiaal | Participanten | Opmerkelijke subcollecties | Grootte van de collectie                                                                | Auteursrechten                                                                                                 | Creative Commons                                           | website |
| ------------------------------------------------- | --- | --- | --- | --- | --- | --------------------------------------------------------------------------------------- | --- | ---------------------------------------------------------- | ------- |
| Project Gutenberg                                 | Salt Lake City, Verenigde Staten                                                                               | 1971, Michael S. Hart                                                                                | boeken, tekst | Universiteit van Illinois te Urbana-Champaign, Benedictine University, Illinois.                                                                       | * Boeken van Nietzsche Boeken van Charles Dickens Boeken van Mark Twain                                                                                   | 22.000 objecten                                                                         | Publiek domein                                                                                                 | Nee                                                        | Link    |
| American Memory                                   | Washington D.C., Verenigde Staten                                                                              | 1994, Library of Congress                                                                            | websites, video, audio, afbeeldingen, tekst | United States Congress, Library of Congress, tientallen bibliotheken                                                                                   | * Amerikaanse kinderboeken * 19e-eeuwse kaarten blues, jazz en soldatenmuziek                                                                             | meer dan 5 miljoen objecten                                                             | Publiek domein                                                                                                 | Nee                                                        | Link    |
| Internet Archive                                  | San Francisco, Verenigde Staten                                                                                | 1996, Brewster Kahle                                                                                 | websites, films / video, audio, tekst, software | Alexa Internet, Prelinger Archives, entree.org, American Library Association, 80 bibliotheken, Project Gutenberg                                       | * Groot archief geïndexeerde websites vanaf 1996 * 1100 complete bioscoopfilms * 2000 filmpjes uit de Prelinger Archives * 3000 opnames van Grateful Dead | 487 miljard webpagina's 115.000 videobestanden 226.000 geluidsbestanden 321.000 teksten | Publiek domein, vrije licenties, divers auteursrechtelijk beschermd materiaal                                  | Alle licenties                                             | Link    |
| Digitale bibliotheek voor de Nederlandse letteren | Leiden, Nederland                                                                                              | 1999, Maatschappij der Nederlandse Letterkunde                                                       | boeken, tekst, afbeeldingen, audio | MNL, NWO, Nederlandse Taalunie | Collectie Middeleeuwse literatuur Collectie Gouden Eeuw Collectie Bilderdijk                                                                              | Enkele honderden teksten                                                                | Teksten zelf in publiek domein DBNL claimt auteursrechten voor digitalisering                                  | Nee                                                        | Link    |
| Instituut voor Nederlandse Geschiedenis           | Den Haag, Nederland                                                                                            | 2000, Nederlandse Organisatie voor Wetenschappelijk Onderzoek (NWO)                                  | tekst, boeken | Koninklijke Bibliotheek, Koninklijk Nederlands Historisch Genootschap (KNHG),                                                                          | Biografisch woordenboek, brieven Constantijn Huygens, broncommentaren.                                                                                    | 148 publicaties (collecties) van verschillende grootte.                                 | Auteursrechtelijk beschermd materiaal                                                                          | Nee                                                        | Link    |
| Het Geheugen van Nederland                        | Den Haag, Nederland                                                                                            | 2000, Koninklijke Bibliotheek                                                                        | afbeeldingen, video, audio, tekst | Koninklijke Bibliotheek, Ministerie van OCW, 53 instellingen                                                                                           | * Schilderijen van Rembrandt * Atlas Van der Hage *Promotiefoto's popartiesten                                                                            | 350.000 objecten                                                                        | Auteursrechten geclaimd door participanten                                                                     | Nee                                                        | Link    |
| Bibliotheca Alexandrina                           | Alexandrië, Egypte                                                                                             | 2002, Regering van Egypte                                                                            | websites, film, video | Internet Archive, UNESCO | Back-up websites Internet Archive 1000 filmpjes uit de Prelinger Archives Collectie Egyptische en Amerikaanse televisie-uitzendingen                      | 1.5 petabyte                                                                            | Auteursrechtelijk beschermd materiaal, publiek domein                                                          | Nee                                                        | Link    |
| Wikimedia Commons                                 | Saint Petersburg, Verenigde Staten                                                                             | 2004, Wikimedia Foundation                                                                           | afbeeldingen, video, audio | Leden wikimedia commons | * Foto's van landschappen * Foto's van dieren * Oude foto's                                                                                               | Meer dan 40 miljoen objecten, vooral afbeeldingen                                       | Geen auteursrechtelijk beschermd materiaal. Alleen Publiek domein, GFDL, en enkele creative commons-licenties. | Creative Commons Attribution , Creative Commons ShareAlike | Link    |
| EuropArchive                                      | Amsterdam, Nederland/Parijs, Frankrijk                                                                         | 2006, European Digital Archive Foundation                                                            | video, audio, websites | XS4All, Internet Archive, Beeld en Geluid | Opnames klassieke muziek | 22 filmpjes 842 opnames Enkele tientallen websites                                      | Auteursrechtelijk beschermd materiaal, Creative Commons                                                        | Alle licenties                                             | Link    |
| Video Active                                      | Project geïnitieerd door verschillende partners binnen de EU. Coördinatie universiteit van Utrecht, Nederland. | 2007, Europese Unie; Nationale filmarchieven en televisiearchieven.                                  | video, Afbeeldingen | Beeld en Geluid, BBC, Deutsche Welle, Noterik BV, Universiteit Utrecht                                                                                 | Nieuws en documentaires. | 5500+ opnames                                                                           | Auteursrechtelijk beschermd materiaal.                                                                         | Nee                                                        | Link    |
| Europeana                                         | Project geïnitieerd door verschillende partners binnen de EU. Coördinatie Koninklijke Bibliotheek, Nederland   | 2008, Europese Unie; nationale collecties, museums, bibliotheken en archieven.                       | Alle soorten van media. | 26 nationale bibliotheken, Digitaal Erfgoed Nederland, Kennisland, Geheugen van Nederland                                                              | Semantische zoeken door de kunst collectie van het Rijksmuseum Amsterdam en Museum Louvre                                                                 | 6 miljoen objecten.                                                                     | Varieert per bron.                                                                                             | Nee                                                        | Link    |
| DCCD                                              | Data Archiving and Networked Services (DANS), Den Haag, Nederland                                              | 2011, Rijksdienst voor het Cultureel Erfgoed & DANS, via een NWO/GW subsidie Investering Middelgroot | Dendrochronologische gegevens: jaarringpatronen uit o.m. archeologie, monumenten en roerend erfgoed, plus beschrijvende metadata en onderzoeksrapporten. | Universiteit Utrecht, Universiteit Wageningen, VIOE, IRPAKIK, Universiteit Luik, bedrijven in Nederland, Duitsland en Spanje (wordt verder uitgebreid) | Ruim 200 gedateerde scheepswrakken | Ca. 14.000 jaarringpatronen en metadata (uitbreiding volgt)                             | Varieert per bron.                                                                                             |                                                            | Link    |